# كاثي كارول
كاثي كارول (بالإنجليزية: Cathy Carroll)‏ هي مغنية أمريكية، ولدت في 26 ديسمبر 1939.

## وصلات خارجية
- كاثي كارول على موقع ميوزك برينز (الإنجليزية)
- كاثي كارول على موقع ديسكوغز (الإنجليزية)